# ريتشارد هندرسون (القاضي)

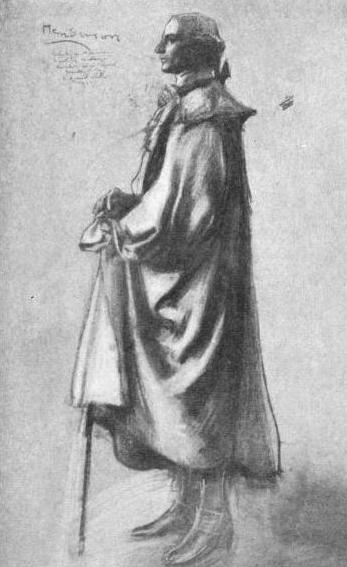
Richard Henderson, from a painting by T. Gilbert White

ريتشارد هندرسون (بالإنجليزية: Richard Henderson)‏ (1734-1785) هو رائد أمريكي و تاجر، هو الذي حاول إنشاء مستعمرة تسمى ترانسيلفانيا في بدايات الحرب الثورية الأمريكية. بعد إعلان الاستقلال الامريكي (1776) وتنظيم حكومة الولاية في ولاية كارولينا الشمالية، أعيد انتخاب القاضي، ولكن تم منعه من قبول هذا الموقف بسبب مشاركته في مخطط تنظيم تحت اسم عهد ترانسيلفانيا.